# 노을 (가수)
노을(1989년 5월 10일 ~ )은 대한민국의 전 가수, 배우로, 과거 DSP 미디어 소속의 걸 그룹 레인보우의 멤버이며 서브보컬을 담당했다.

## 학력
- 성동글로벌경영고등학교 (졸업)

## 출연작

### 드라마
- 2012년 MBC 주말특별기획 《닥터 진》 - 연심 역
- 2017년 JTBC 월금드라마 《마술학교》
- 2018년 tvN 월요드라마 《좋맛탱》 - 정서현 역
- 2022년 SBS 월화드라마 《사내 맞선》 - 신금희 역

### 방송
- 2012년 : SBS 《도전 1000곡》
- 2014년 : sky Travel 《어쩌다 마주친 여행 - 강원도 편》
- 2014년 : KBS2 《투맹쇼》
- 2014년 : KBS2 《출발드림팀 시즌 2 - 하이난 서바이벌 편》
- 2015년 : MBN 《전국제패》
- 2016년 : SBS 《영재발굴단》

### 뮤직비디오
- SS501 "널 부르는 노래"(2008년)